# Manzaneda
Manzaneda (auch: Maceda de Trives) ist ein Ort und das Verwaltungszentrum einer Gemeinde (municipio) mit 798 Einwohnern (Stand: 2024) in der Provinz Ourense in der Autonomen Region (Comunidad Autónoma) Galicien im Nordwesten Spaniens.

## Lage und Klima
Manzaneda liegt etwa 80 km östlich von Ourense und etwa 40 Kilometer nördlich der portugiesischen Grenze in einer Höhe von ca. 655 m. Das vom Atlantik geprägte Klima ist gemäßigt und nicht selten regnerisch (ca. 1286 mm/Jahr).
In Manzaneda befindet sich das gleichnamige Skiresort auf den Nordhängen des Cabeza de Manzaneda.

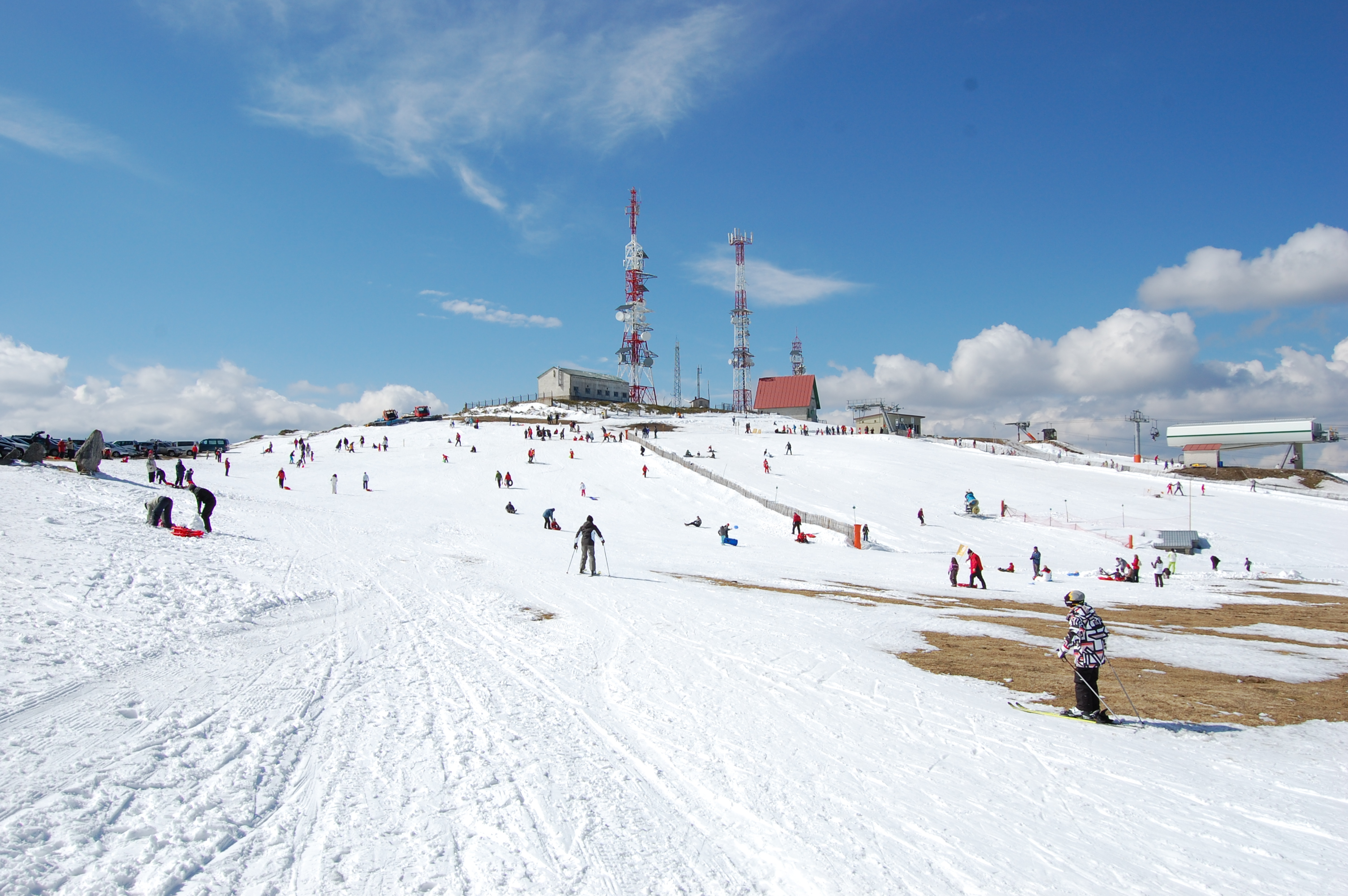
Skigebiet Manzaneda

## Bevölkerungsentwicklung der Gemeinde
Quelle: INE-Archiv – grafische Aufarbeitung für Wikipedia
Durch Fortzug in die umliegenden Städte ist die Bevölkerung seit den 1950er Jahren stetig gesunken.

## Gemeindegliederung
Die Gemeinde Manzaneda ist in zehn Parroquias gegliedert:
| Parroquias               | Patrozinium          | Einwohner 2024 | Fläche km² | Dichte Einw./km² | Höhe msnm | Ortskennzahl |
| ------------------------ | -------------------- | -------------- | ---------- | ---------------- | --------- | ------------ |
| Cernado                  | Santa María          | 19             | 18,87      | 1                | 1040      | 32044010000  |
| Cesuris                  | Santa María          | 121            | 17,69      | 7                | 622       | 32044020000  |
| Manzaneda                | San Martiño          | 201            | 0,94       | 214              | 657       | 32044030000  |
| Paradela                 | Santo Antonio        | 28             | 25,95      | 1                | 937       | 32044050000  |
| Placín                   | Santiago             | 67             | 4,70       | 14               | 807       | 32044060000  |
| Reigada                  | Santa María Madanela | 95             | 7,02       | 14               | 842       | 32044070000  |
| Requeixo                 | San Bartolomeu       | 29             | 7,53       | 4                | 920       | 32044080000  |
| San Martiño de Manzaneda | San Martiño          | 198            | 10,34      | 19               | 657       | 32044040000  |
| San Miguel de Bidueira   | San Miguel           | 52             | 11,26      | 5                | 891       | 32044100000  |
| Soutipedre               | San Marcos           | 22             | 10,37      | 2                | 643       | 32044090000  |

## Wirtschaft
| Ackerbau, Viehzucht und Fischerei                                                  | 030 | 012,61 |
| Industrie                                                                          | 038 | 015,97 |
| Bauwirtschaft                                                                      | 014 | 05,88  |
| Dienstleistungsbetriebe                                                            | 156 | 065,55 |
| Total                                                                              | 238 | 100,00 |
| * Daten aus dem Statistischen Amt für Wirtschaftliche Entwicklung in Galicien, IGE |     |        |

## Sehenswürdigkeiten
- Ortsbefestigung in Manzaneda

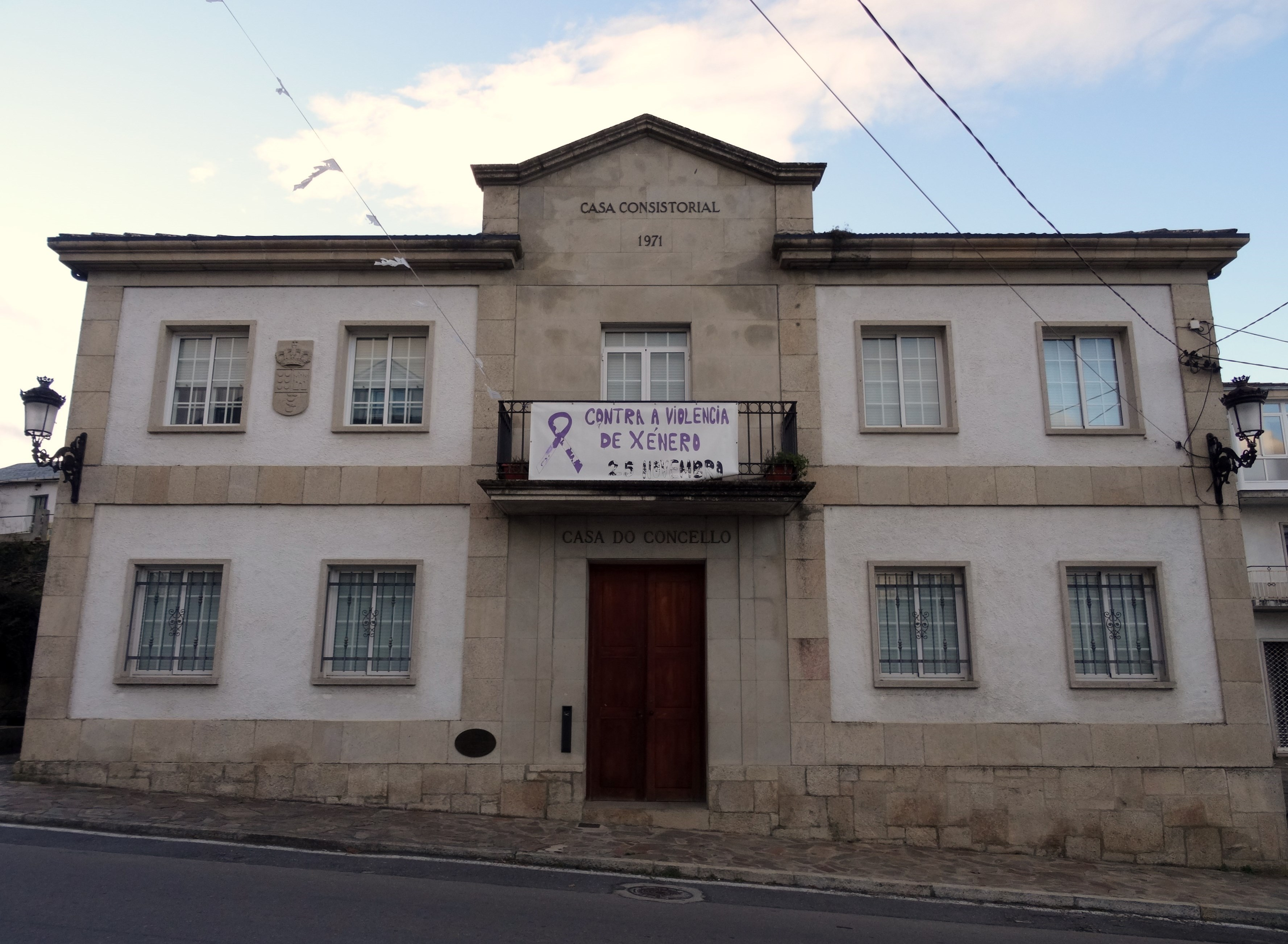
Rathaus

- Rathaus